# Giulietta Guicciardi

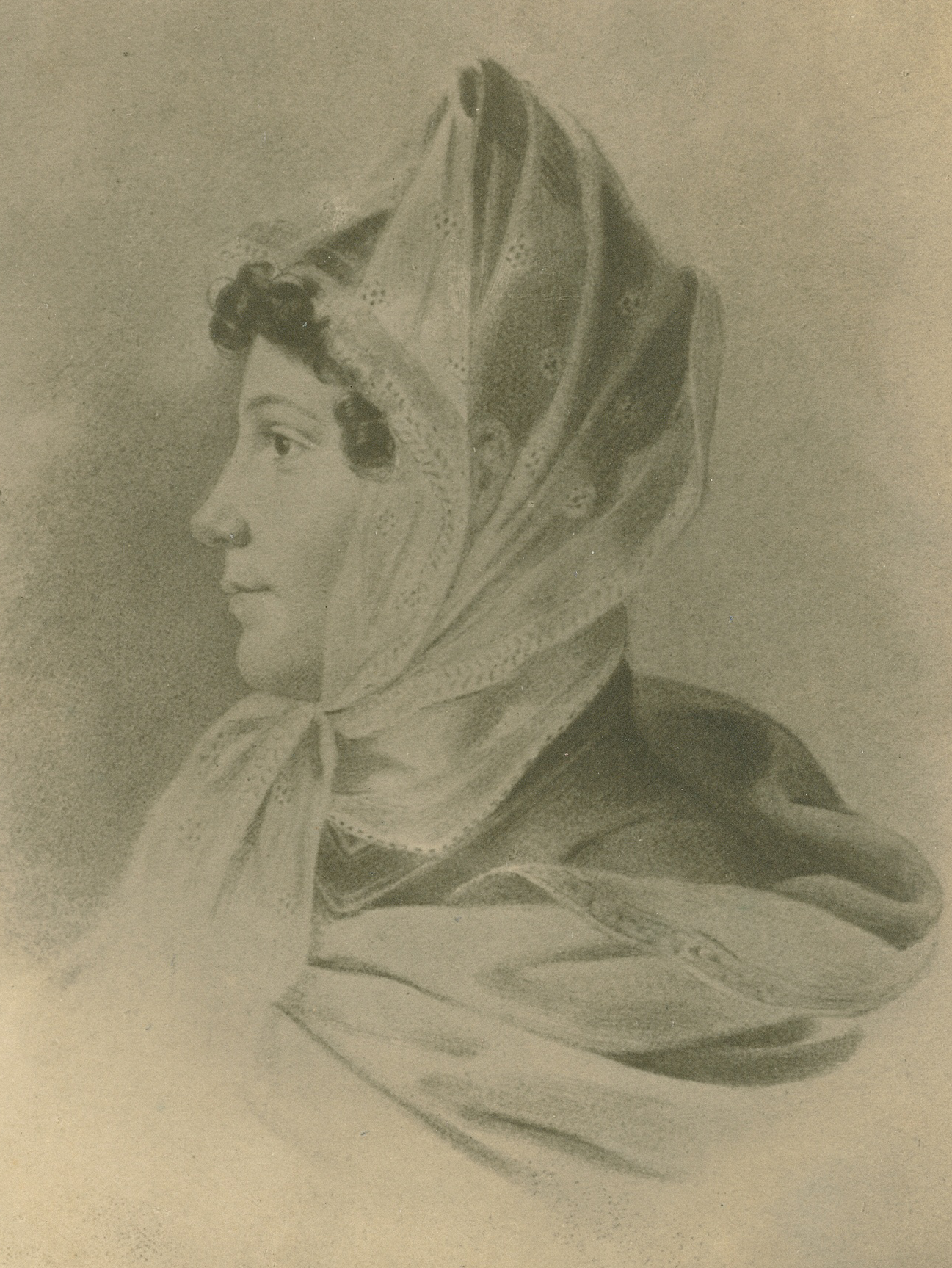
Giulietta Guicciardi

Giulietta Guicciardi (ur. 23 listopada 1784 w Przemyślu, zm. 22 marca 1856 w Wiedniu) – austriacka hrabina. Przez krótki okres była uczennicą (lekcje fortepianu) Ludwiga van Beethovena, który poświęcił jej swoją Sonatę fortepianową nr 14 cis-moll op. 27 nr 2 „Sonata quasi una fantasia”, zwaną później Sonatą Księżycową.

## Życiorys
Julie, jak nazywała ją rodzina, urodziła się w Przemyślu na terenie Królestwa Galicji i Lodomerii. Jej rodzicami byli hrabia Franz Joseph Guicciardi i hrabina Susanna von Brunswik. Do Wiednia przyjechała wraz z rodzicami w czerwcu 1800 roku z Triestu. Jej uroda sprawiła, że została zauważona przez wyższe sfery. 14 listopada 1803 wyszła za mąż za hrabiego Wenzela Roberta von Gallenberga (1780–1839), kompozytora amatora. Następnie przenieśli się do Neapolu. W 1822 roku wróciła do Wiednia. W późniejszych latach do jej wielbicieli należał hrabia Hermann von Pückler-Muskau. Zmarła w Wiedniu w 1856 roku.

### Znajomość z Beethovenem
Beethoven poznał Guicciardi poprzez rodzinę Brunsvik (ang. Brunswick). Pozostawał w zażyłych stosunkach z jej kuzynkami, siostrami Teresą i Józefiną Brunsvik, które uczył gry na fortepianie od 1799 roku. Pod koniec 1801 roku został nauczycielem gry na fortepianie siedemnastoletniej wówczas Julie i najwyraźniej się w niej zakochał. 16 listopada 1801 r. w liście do swojego przyjaciela Franza Gerharda Wegelera pisał: „Moje życie znów jest trochę przyjemniejsze, znowu jestem poza domem, wśród ludzi – trudno uwierzyć jak żałosne, jak smutne było moje życie od tych ostatnich dwóch lat, tę zmianę spowodowała słodka, czarująca dziewczyna, która mnie kocha i którą ja kocham. Po dwóch latach znów cieszę się chwilami błogości i to jest po raz pierwszy – czuję, że małżeństwo może mnie uszczęśliwić, ale niestety nie jest z mojej pozycji – a teraz – na pewno nie mógłbym się teraz ożenić.”
W 1802 r. zadedykował jej (używając włoskiej formy jej imienia Giulietta Guicciardi zgodnie z konwencją dedykacji) Sonatę fortepianową nr 14, która, choć pierwotnie zatytułowana "Sonata quasi una Fantasia" , stała się później znana pod nazwą Sonaty księżycowej. Ta dedykacja nie była pierwotnym zamiarem Beethovena, gdyż nie miał on na myśli Guicciardi, pisząc Sonatę Księżyca. Alexander Wheelock Thayer – amerykański bibliotekarz i dziennikarz – autor pierwszej naukowej biografii Ludwiga van Beethovena, pod tytułem "Życie Beethovena" stwierdza w niej, że dziełem, które Beethoven pierwotnie zamierzał poświęcić Guicciardi, było Rondo G op. 51 nr 2, ale to zostało dedykowane hrabinie Lichnowsky i w ostatniej chwili Beethoven zdecydował się wybrać inny utwór, który mógłby zadedykować Guicciardi. W 1823 r. Beethoven wyznał swojemu ówczesnemu sekretarzowi, a później biografowi Antonowi Schindlerowi, że rzeczywiście był wówczas zakochany w Guicciardi.
W biografii Beethovena z 1840 r. Schindler twierdził, że Giulietta była adresatem listu o tytule „Wieczna miłość” (niem. "Unsterbliche Geliebte", ang. "Immortal Beloved"), który Ludwig van Beethoven napisał w dniach 6–7 lipca 1812 r. w Cieplicach. Niewysłany list, napisany ołówkiem na 10 małych stronach został znaleziony w majątku kompozytora po jego śmierci i znajduje się obecnie w Bibliotece Państwowej w Berlinie. Ten pogląd został natychmiast zakwestionowany (choć nie publicznie) przez jej kuzynkę Teresę Brunsvik. Wątpliwości Teresy były uzasadnione, ponieważ w przeciwieństwie do Schindlera i innych współczesnych, wiedziała wszystko o intensywnym i długotrwałym romansie Beethovena i jej siostry Józefiny.

## Odniesienia w kulturze
W amerykańsko-brytyjskim filmie biograficznym o życiu Ludwiga van Beethovena z 1994 roku "Wieczna miłość", hrabinę Guicciardi gra Valeria Golino.